# 2000 매니악
《2000 매니악》(영어: Two Thousand Maniacs!)은 미국에서 제작된 허셜 고든 루이스 감독의 1964년 공포 영화이다. 미국 남부와 애팔래치아 지역 농촌에 사는 전형적인 백인 촌뜨기 힉(hick)을 공포 대상으로 묘사한 힉스플로이테이션(hixploitation)이다. 코니 메이슨 등이 출연하였고, 데이비드 F. 프리드먼 등이 제작에 참여하였다.
2005년 리메이크 영화 《2001 매니악스》가 공개되었다.

## 줄거리
1965년 4월 북부에서 온 관광객들이 레드넥들이 사는 서부 마을 플레전트 밸리로 유인된다. 이들은 이틀간 벌어지는 100주년 기념 행사에 귀빈으로 초청을 받는다.
하지만 심상치 않은 분위기를 감지한 관광객들은 남북 전쟁이 끝나갈 즈음인 1865년 4월 말 북군 탈영병들이 이틀 동안 주민 2천 명을 죽이고 마을을 불태웠다는 내용이 적힌 기념 명판을 발견한다. 즉 이들이 기념하는 대상은 이 마을이 쑥대밭이 되었던 과거 비극이며, 북부인들을 죽여 복수를 하는 것이 행사의 실제 목적인 것이다.
결국 관광객들은 바비큐로 구워지고, 사지에 연결된 네 마리 말에 의해 몸이 찢기고, 못이 잔뜩 박힌 통에 갇혀 언덕 밑으로 굴러가는 형에 처해지고, 기구 밑에 밧줄로 묶인 뒤 큰 암석에 맞아 죽는 등 차례로 비극적인 운명을 맞이한다.
살아남은 톰과 테리는 쫓긴 끝에 마을을 빠져나와 경찰서에 도착하고, 버크먼 시장 유령은 기념 행사의 성공과 종결을 선언한다. 톰과 테리가 경찰서장을 데리고 돌아오자 마을은 이미 사라져있다. 서장은 이 숲이 귀신에 들렸으며 원혼들이 북부인들을 죽이려고 100년 단위로 깨어난다는 얘기가 있다고 말한다. 서장, 톰, 테리가 자리를 뜨자 마을 주민 유령들이 나타나 2065년에 다시 복수를 행할 것을 다짐한다.

## 출연
- 토머스 우드 - 톰 화이트 역
- 코니 메이슨 - 테리 애덤스 역: 톰의 연인.
- 제프리 앨런 - 조지프 버크먼 시장 역
- 벤 무어 - 레스터 맥도널드 역: 시장의 오른팔.
- 게리 베이크먼 - 루퍼스 테이트 역: 시장의 오른팔.
- 제롬 이던 - 존 밀러 역
- 셸비 리빙스턴 - 비 밀러 역: 존의 아내.
- 마이클 코브 - 데이비드 웰스 역
- 이본 길버트 - 베벌리 웰스 역: 데이비드의 아내.
- 마크 더글러스 - 하퍼 알렉산더 역: 가게 주인.
- 린다 코크런 - 베치 역: 하퍼의 여자친구.
- 빈센트 샌도 - 빌리 역
- 앤디 윌슨 - 경찰 역

## 기타 제작진
- 미술: 데이비드 F. 프리드먼